# 力のモーメント
力のモーメント（ちからのモーメント、英語: moment of force）、力の能率（ちからののうりつ）、あるいは単にモーメントとは、力学において、物体に回転を生じさせるような力の性質を表す量である。
とくに機械などで固定された回転軸をもつ場合、その回転軸のまわりの力のモーメントをトルク（torque）またはねじりモーメントと呼ぶ。これに対して軸と直交するモーメントは曲げモーメント（まげモーメント）と呼ぶ。
国際単位系における単位はニュートンメートル（N m）である。

## 概要
物体に2つの力が作用するとき、2つの力が釣り合う条件は
1. 2つの力の大きさが等しい
2. 2つの力の方向が反対
3. 2つの力の作用線が一致する

1番目と2番目の条件は、力をベクトルとして表したとき、力のベクトル和がゼロと表される。
3番目の条件は、力のモーメントを導入することで、モーメントの和がゼロと表される。
2つの力の作用線が一致していないとき、つまり、力のモーメントの和がゼロでないとき、物体は作用線を一致させるように回転する。
言い換えれば、力のモーメントは物体を回転させるような力の性質である。
物体を回転させるために必要な力の大きさは、力が作用する位置によって異なり、回転中心からの作用線の距離に反比例する（てこの原理）。
力のモーメントを作用線の距離に比例するように定義することで、等しい力のモーメントに対して物体は同じように回転する。
従って、力のモーメントは一次のモーメントである。
物体に3つ以上の力が作用するとき、それらの力が釣り合う条件は、力のベクトル和とモーメントの和がそれぞれにゼロとなることである。
力のベクトル和がゼロであるが、モーメントがゼロでないような力はとくに偶力と呼ばれる。
一般に、力のモーメントは中心をどこに選ぶかによって変わる。
しかし、作用する力のベクトルの和がゼロであるときは中心の選び方によらない。
つまり、釣り合い条件はモーメントの中心の選び方によらない。
また、偶力はモーメントの中心の選び方によらない。
物体に作用する2つの力の系で、力のベクトルの和とモーメントの和がそれぞれに等しいとき、それらは等価である。
変形が無視できる剛体に作用する等価な力の系は同等で、それぞれ置き換えることができる。
特に、一点に集中して作用する力と偶力の系に置き換えることができる。

## 定義
点 P のまわりの力のモーメント N は以下のように定義される。
{\displaystyle {\boldsymbol {N}}={\boldsymbol {r}}\times {\boldsymbol {F}}}
ここで F は力、r は点 P と力の及ぼされる点（作用点）を結ぶ位置ベクトルである。記号 × はベクトル積を表す。
作用点を通り力 F と平行な直線を作用線（さようせん、英: line of action）と呼ぶ。一般に力のモーメントは基準点 P の取り方に依存するが、作用点および作用線は点 P とは独立に定義され、従って力のモーメントとは独立に定義される。
幾何学的に力のモーメントは、作用線と基準点 P の距離 d と力の大きさ {\displaystyle F:=|{\boldsymbol {F}}|} の積に大きさが等しく（|N| ≔ N = dF）、作用線と点 P を含む平面に対して垂直なベクトルと見なせる。

## 性質

### 作用点の移動
作用点が作用線上を動く限りにおいて、力のモーメントは変化しない。これはベクトルの計算によって導くことができる。
作用点を {\displaystyle {\boldsymbol {r}}} から {\displaystyle {\boldsymbol {r}}+{\boldsymbol {a}}} へ移動した場合、移動後の力のモーメント {\displaystyle {\boldsymbol {N}}'} は
{\displaystyle {\begin{aligned}{\boldsymbol {N}}'&=({\boldsymbol {r}}+{\boldsymbol {a}})\times {\boldsymbol {F}}\\&={\boldsymbol {N}}+{\boldsymbol {a}}\times {\boldsymbol {F}}\end{aligned}}}
となる。作用点の移動が作用線に沿った移動の場合、a が力 F と平行であるため右辺第2項は0となって {\displaystyle {\boldsymbol {N}}'={\boldsymbol {N}}} が導かれ、力のモーメントは変化しないことが示される。

### モーメント中心の移動
力のモーメントはその定義より基準点 P の取り方に依存する。異なる基準点 Q へ移り変わった際の力のモーメントの変化は、作用点と基準点を結ぶ位置ベクトルの計算によって求められる。
点 P と点 Q を結ぶ線分を位置ベクトル q で表すと、点 Q と各作用点を結ぶ位置ベクトルは {\displaystyle {\boldsymbol {r}}_{i}-{\boldsymbol {q}}} と書け、また個別のモーメントは {\displaystyle ({\boldsymbol {r}}_{i}-{\boldsymbol {q}})\times {\boldsymbol {F}}_{i}} と書ける。ベクトル積について分配法則が成り立つから、点 Q のまわりの力のモーメントは
{\displaystyle {\boldsymbol {N}}_{\mathrm {Q} }={\boldsymbol {N}}_{\mathrm {P} }-{\boldsymbol {q}}\times \sum _{i}{\boldsymbol {F}}_{i}}
となる。右辺の第2項は作用する力のベクトル和が0の場合に消去でき、従って力の和が0（すなわち物体に偶力が働いている）ならモーメントは中心の選び方によらないことが示される。

## 運動方程式
物体の慣性モーメント I、角加速度 α、力のモーメント N の間には、ニュートンの運動方程式とよく似た関係が成り立つ。
{\displaystyle I{\boldsymbol {\alpha }}={\boldsymbol {N}}.}

## 回転運動と直線運動
回転運動に関する量のあいだには、直線運動で成り立つ法則に対応する類似の法則を見出すことができる。というよりも法則が似るように回転運動での量を定義したのである。したがってトルクは力ではなく力のモーメントであり、慣性モーメントは質量に距離の2乗をかけたものである。対応する量は次元からみて別のものであることに注意する必要がある。
| 量                                              | 回転運動                                                                          | 回転運動                                                                          | 並進運動                                                                    | 並進運動                                                                    |
| ----------------------------------------------- | --------------------------------------------------------------------------------- | --------------------------------------------------------------------------------- | --------------------------------------------------------------------------- | --------------------------------------------------------------------------- |
| 力学変数（ベクトル）                            | 角度                                                                              | {\displaystyle {\boldsymbol {\theta }}}                                           | 位置                                                                        | {\displaystyle {\boldsymbol {r}}}                                           |
| 一階微分（ベクトル）                            | 角速度                                                                            | {\displaystyle {\boldsymbol {\omega }}={\frac {d{\boldsymbol {\theta }}}{dt}}}    | 速度                                                                        | {\displaystyle {\boldsymbol {v}}={\frac {d{\boldsymbol {r}}}{dt}}}          |
| 二階微分（ベクトル）                            | 角加速度                                                                          | {\displaystyle {\boldsymbol {\alpha }}={\frac {d{\boldsymbol {\omega }}}{dt}}}    | 加速度                                                                      | {\displaystyle {\boldsymbol {a}}={\frac {d{\boldsymbol {v}}}{dt}}}          |
| 慣性（スカラー）                                | 慣性モーメント                                                                    | {\displaystyle I}                                                                 | 質量                                                                        | {\displaystyle m}                                                           |
| 運動量（ベクトル）                              | 角運動量                                                                          | {\displaystyle {\boldsymbol {L}}={\boldsymbol {r}}\times {\boldsymbol {p}}}       | 運動量                                                                      | {\displaystyle {\boldsymbol {p}}=m{\boldsymbol {v}}}                        |
| 力（ベクトル）                                  | 力のモーメント                                                                    | {\displaystyle {\boldsymbol {N}}={\boldsymbol {r}}\times {\boldsymbol {F}}}       | 力                                                                          | {\displaystyle {\boldsymbol {F}}}                                           |
| 運動方程式                                      | {\displaystyle I{\frac {d^{2}{\boldsymbol {\theta }}}{dt^{2}}}={\boldsymbol {N}}} | {\displaystyle I{\frac {d^{2}{\boldsymbol {\theta }}}{dt^{2}}}={\boldsymbol {N}}} | {\displaystyle m{\frac {d^{2}{\boldsymbol {r}}}{dt^{2}}}={\boldsymbol {F}}} | {\displaystyle m{\frac {d^{2}{\boldsymbol {r}}}{dt^{2}}}={\boldsymbol {F}}} |
| 運動エネルギー（スカラー）                      | {\displaystyle {\frac {1}{2}}I\omega ^{2}}                                        | {\displaystyle {\frac {1}{2}}I\omega ^{2}}                                        | {\displaystyle {\frac {1}{2}}mv^{2}}                                        | {\displaystyle {\frac {1}{2}}mv^{2}}                                        |
| 仕事（スカラー）                                | {\displaystyle {\boldsymbol {N}}\cdot \Delta {\boldsymbol {\theta }}}             | {\displaystyle {\boldsymbol {N}}\cdot \Delta {\boldsymbol {\theta }}}             | {\displaystyle {\boldsymbol {F}}\cdot \Delta {\boldsymbol {r}}}             | {\displaystyle {\boldsymbol {F}}\cdot \Delta {\boldsymbol {r}}}             |
| 仕事率（スカラー）                              | {\displaystyle {\boldsymbol {N}}\cdot {\boldsymbol {\omega }}}                    | {\displaystyle {\boldsymbol {N}}\cdot {\boldsymbol {\omega }}}                    | {\displaystyle {\boldsymbol {F}}\cdot {\boldsymbol {v}}}                    | {\displaystyle {\boldsymbol {F}}\cdot {\boldsymbol {v}}}                    |
| ダンパーとばねに発生する力を 考慮した運動方程式 | {\displaystyle I\alpha +c\omega +k\theta =N}                                      | {\displaystyle I\alpha +c\omega +k\theta =N}                                      | {\displaystyle ma+cv+kx=F}                                                  | {\displaystyle ma+cv+kx=F}                                                  |